# ورم حليمي في الضفيرة المشيمية
ورم حليمي في الضفيرة المشيمية هي آفةٌ ظهاريةٌ عصبيةٌ حميدةٌ نادرةٌ داخل البطين توجد في الضفيرة المشيمية، يُصنّف ضمن الدرجة الأولى حسب تصنيف منظمة الصحة العالمية. يؤدي إلى زيادة إنتاج السائل الدماغي الشوكي، مسببًا زيادةً الضغط داخل القحف واستسقاءً في الرأس.
يحدث هذا الورم في البطينين الجانبيين عند الأطفال وفي البطين الرابع عند البالغين، وهذا على عكس مُعظم الأورام الأخرى، حيث يُعكس موقع الأورام، فتكون عند الأطفال عادةً في منطقة تحت الخيمة، أما عند البالغين فتكون فوق الخيمة. تنعكس العلاقة في الورم الحليمي في الضفيرة المشيمية.

## العلامات والأعراض
تحدث علامات الورم بسبب زيادة الضغط داخل القحف في 91% من المرضى، والتي تتضمن التقيؤ وعيوب المجال البصري متجانسة اللفظ والصداع، حيث تُعد أكثر الأعراض شيوعًا. كما تُوجد أعراضٌ أخرى، مثل طنين الأذن والدوخة.

## الفيزيولوجيا المرضية
يُعد هذا الورم ذو أصلٍ عصبيٍ أديميٍ ظاهريٍ، ويُشبه في تركيبه الضفيرة المشيمية الطبيعية. يمكن حدوثه عبر الخلايا الطلائية (الخلايا الظهارية) للضفيرة المشيمية.

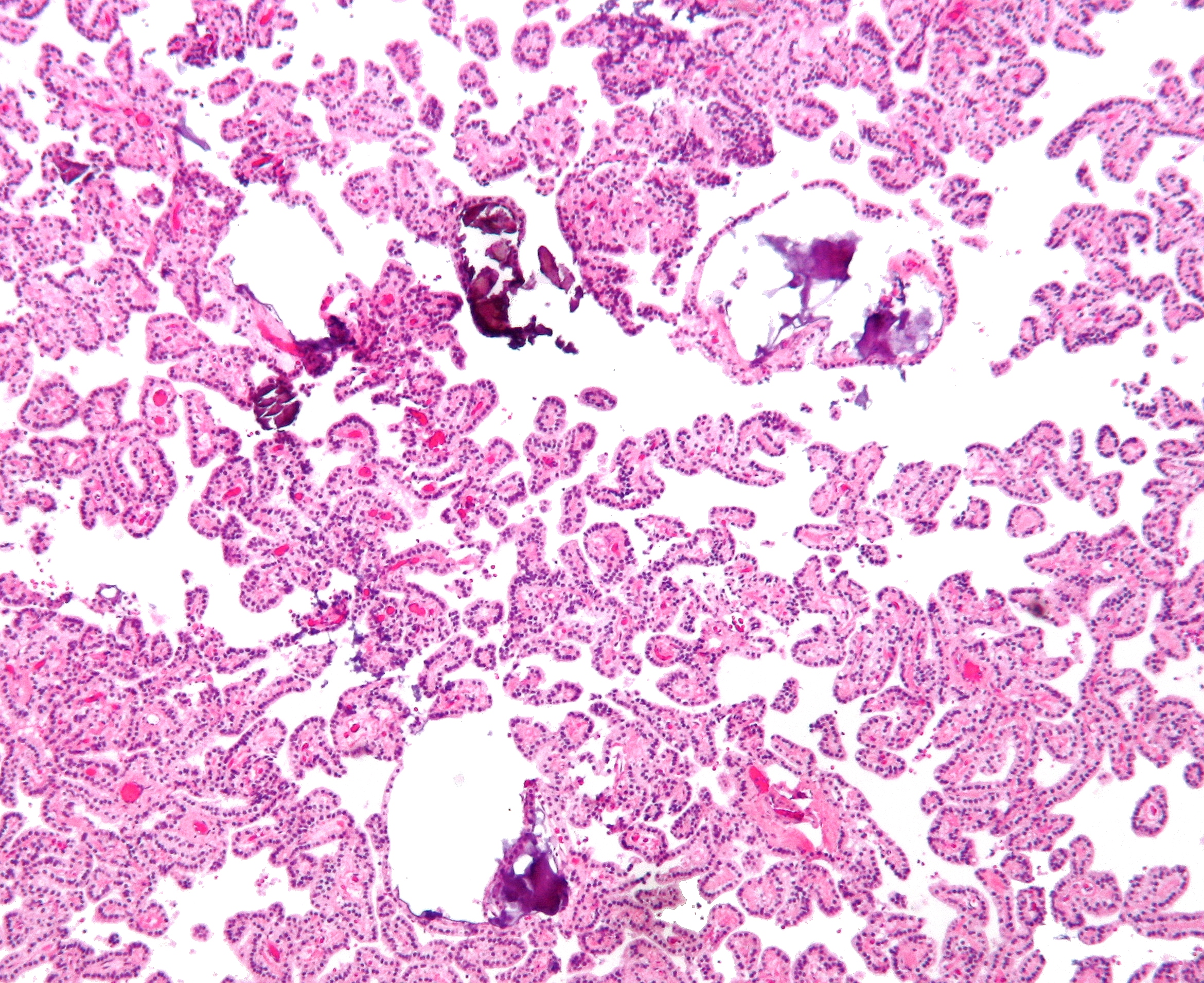
صورة مجهرية للورم الحليمي في الضفيرة المشيمية، مصبوغةً بصبغة الهيماتوكسيلين واليوزين.
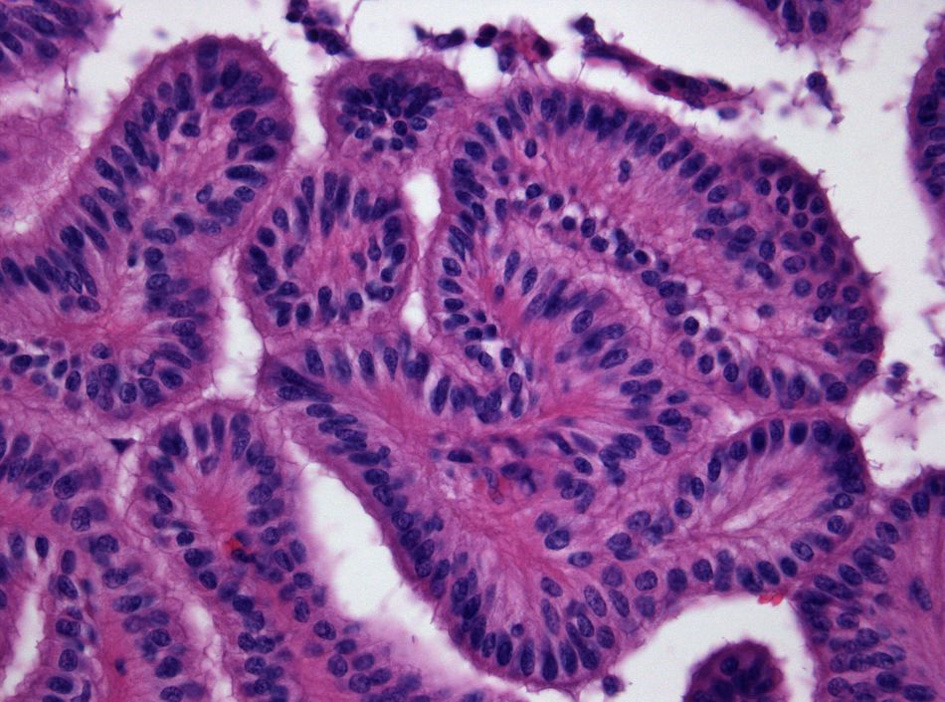
تفاصيل الضفيرة المشيمية
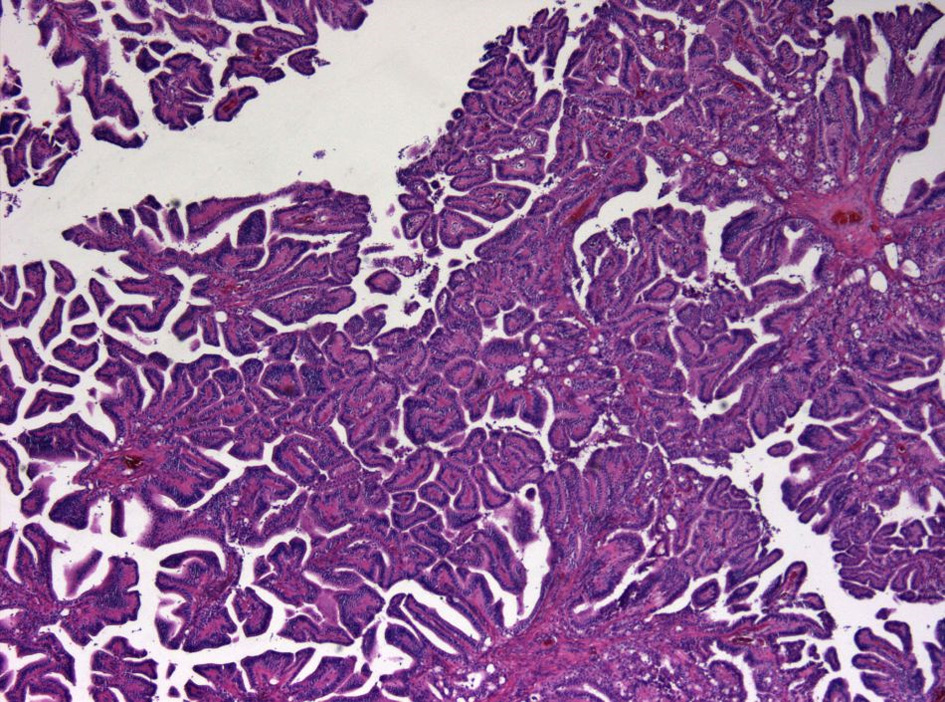
نظرة على الضفيرة المشيمية

## العلاج
تُعد الأورام الحليمية في الضفيرة المشيمية أورامًا حميدةً؛ لذلك تُعالج عادةً جراحيًا.. نادرًا ما وُثقت حالاتٌ تطورت لتُصبح خبيثة.

## الانتشار
حسب علم الوبائيات، فإنَّ أورام الضفيرة المشيمية نادرة الحدوث عالميًا، حيثُ تمثل 0.4-0.6% من جميع الأورام داخل القحف (الجمجمة). يشيعُ حدوثها في الأطفال الصغار الذين تقل أعمارهم عن 5 سنوات بمتوسط عمر يبلغ 5.2 سنوات.